# Ernst Markees
Ernst Thomas Markees (* 5. November 1863 in Chur; † 6. Januar 1939 in Basel) war ein Schweizer Pianist, Komponist und Musikpädagoge.

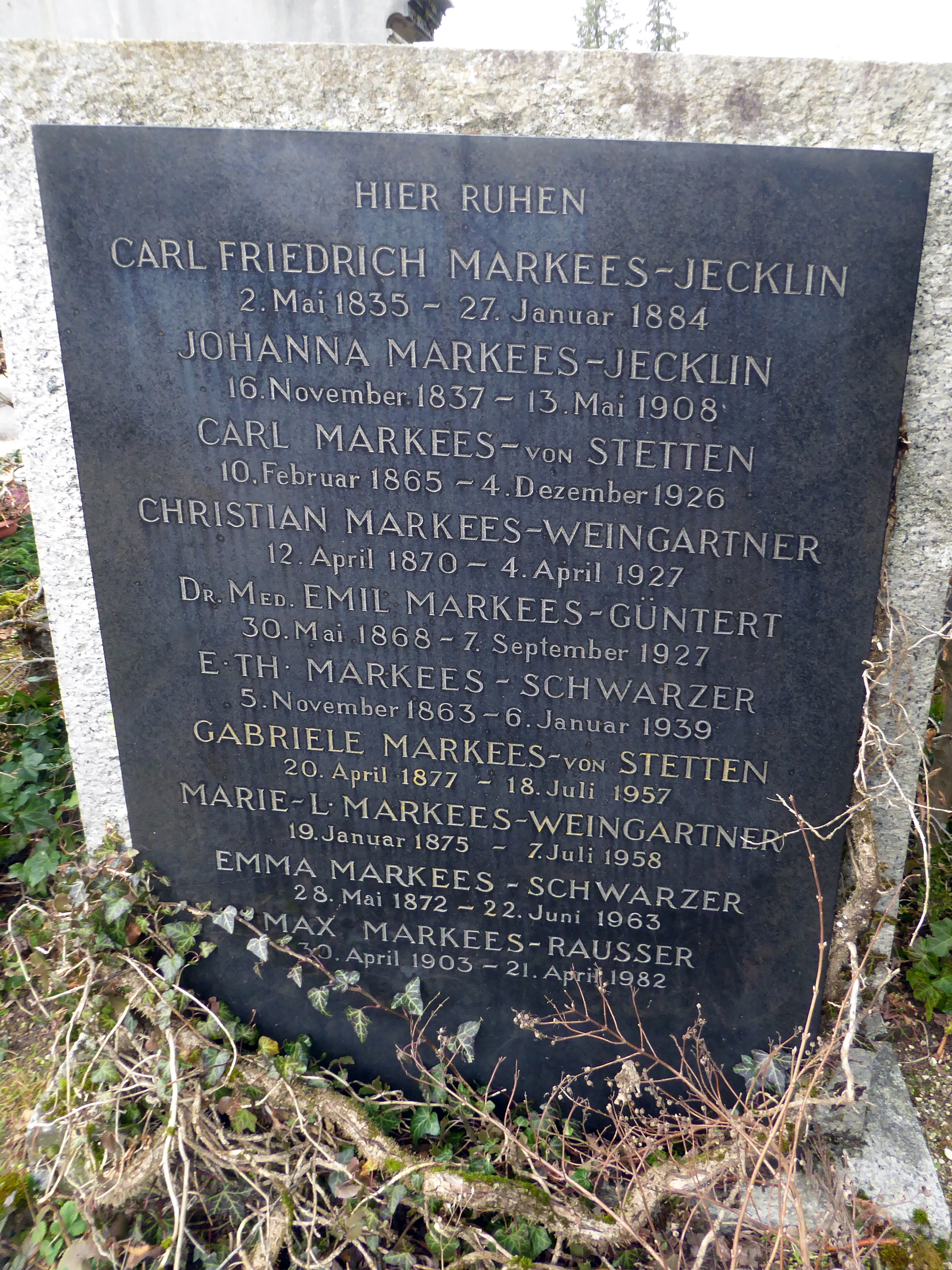
Grab auf dem Wolfgottesacker, Basel

## Leben und Werk
Ernst Thomas Markees war ein Sohn des Carl Friedrich Markees (1835–1884) und der Johanna, geborene Jecklin (1837–1908). Sein Bruder war Carl Markees.
Markees besuchte die Königlich Akademische Hochschule für ausübende Tonkunst in Berlin, wo er auch ein Schüler von Friedrich Kiel war. Von 1888 bis 1891 lebte er drei Jahre in den Vereinigten Staaten. Nach seiner Übersiedlung nach Basel übernahm er 1892 die Leitung von Liedertafel und Frauenchor in Luzern. In seine Zeit als Lehrer an der Musik-Akademie der Stadt Basel fällt auch die Gründung und langjährige Leitung des Laienorchesters Akademisches Orchester Basel. Unter seinen Werken finden sich u. a. Klavier- und Chorlieder sowie kurze orchestrale Werke.
Seine letzte Ruhestätte fand er auf dem Wolfgottesacker in Basel.